# 스페인의 마리아 테레사
스페인의 마리아 테레사(Maria Theresa of Spain, 1638년 9월 10일 ~ 1683년 7월 30일)는 프랑스의 왕비로, 루이 14세의 아내이다. 같은 이름의 프랑스 공주 마리 테레즈는 그의 7대 손녀가 된다. 스페인 합스부르크 왕가의 유전적 질병을 간파한 프랑스 왕실 고문 쥘 마자랭 추기경은 루이 14세와 마리 테레즈의 결혼을 배후에서 성사시켰고, 훗날 1700년에 그녀의 손자인 필리프가 스페인의 국왕 펠리페 5세가 되어 스페인 부르봉 왕가의 시조가 되었다.
루이 14세 태양왕은 그의 남편이자 외사촌 오빠였다. 초상화 속의 외모와는 달리 실제로는 작은 키와 뚱뚱한 체구이며 주걱턱이었다 한다.

## 어린 시절

### 유년기

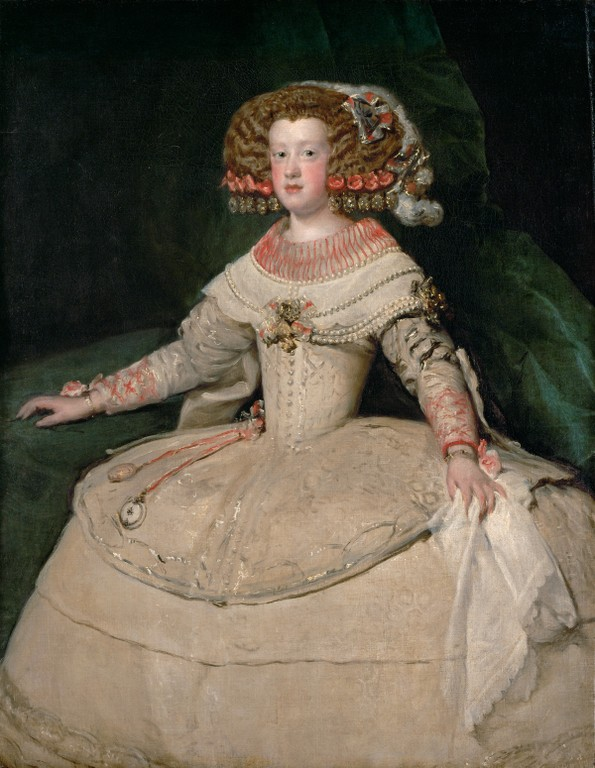
《스페인의 인판타 마리아 테레사의 초상화》, 디에고 벨라스케스, 1653년

스페인 마드리드 근교의 엘 에스코레알에서 태어났다. 아버지는 합스부르크 가의 스페인 왕 펠리페 4세, 어머니는 프랑스 왕 앙리 4세와 마리 드 메디시스의 딸인 엘리자베트 드 부르봉이다. 그의 외삼촌은 루이 13세로, 루이 14세는 외사촌 오빠가 된다. 어머니 엘리자베트는 마리테레즈가 6살되던해인 1644년에 죽었고, 그녀의 오빠 발타사르 카를로스도 1646년에 일찍 요절했다.(오빠 나이 16세)
발타사르 카를로스와 결혼하기로 했던 마리아 폰 외스터라이히가 아버지 펠리페 4세의 후처로 들어오게 되었다. 새엄마가 된 마리아 폰 외스터라이히는 마리 테레즈의 고모인 스페인의 마리아 안나와 신성 로마 제국의 황제 페르디난트 3세의 딸로, 고종사촌 언니가 된다.
마리 테레즈의 할아버지인 펠리페 3세는 같은 합스부르크 가 출신인 오스트리아의 마르가리타와 근친혼을 하였고, 펠리페 3세의 아버지인 펠리페 2세 역시 같은 합스부르크 가 출신으로 신성 로마 제국의 황제 막시밀리안 2세와 자신의 친 누이인 에스파냐의 마리아의 딸인 오스트리아의 아나와 결혼하였으므로, 본인은 근친혼으로 태어나지 않았 지만, 마리 테레즈는 근친혼의 진수로 태어난 셈이다. 그런 탓인지 스페인계의 합스부르크 왕가는 주걱턱과 더불어 각종 유전성 질환이 많은 것으로 유명했고, 마리 테레즈 역시 이러한 가문의 유산으로 보기 싫게 불거진 합스부르크 특유의 입술과 작은 키, 다소 둔한 지능을 가지고 태어났다.

### 혼담과 결혼

#### 약혼과 파혼
마리테레즈는 형제자매 일곱명이 모두 요절한 가운데 장성한 장녀였기에 왕실의 상속녀로 일찍부터 주목을 받았다. 스페인은 1474년에 이사벨 1세가 여왕으로 즉위한 이래 여성의 왕권 상속 전통이 유지되고 있었기 때문이다. 그녀는 어린 시절부터 프랑스 루이 14세와 혼담이 오고갔으나, 스페인은 같은 합스부르크 가문인 오스트리아 황실과의 혼인에 더 무게를 두고 고모인 스페인의 마리아 아나와 신성 로마 제국의 황제인 페르디난트 3세의 장남이자 사촌 오빠이며 로마인의 왕인 페르디난트 4세 황태자와의 약혼을 추진하였다. 참고로 페르디난트 4세는 마리 테레즈의 의붓어머니인 오스트리아의 마리아나의 친오빠이기도 했다. 만약 스페인 국왕 펠리페 4세가 후계없이 사망할 경우에 왕권이 같은 가문으로 넘어가길 바랬기에 추진한 약혼이었다. 이를 통해 과거 카를 5세의 시대처럼 다시 동군연합이 탄생하여 옛 영광이 재현될 수도 있는 상황이었기 때문이다. 그러나 황태자 페르디난트 4세가 1654년에 갑자기 사망하고 말았다. 혼담은 페르디난트 3세의 차남인 레오폴트(훗날 레오폴트 1세)와의 혼인여부를 놓고 다시 진행되었으나 쉽게 성사되지 못했다.

#### 전쟁과 반란
1517년 종교개혁이래 독일지역의 종교갈등은 1555년 아우크스부르크 화의로 일단락되었다. 그러나 미봉책에 지나지 않았기에 17세기 들어 다시 독일내 신구교 영주간에 30년전쟁이라는 무력충돌이 벌어졌다. 만일 독일지역이 카톨릭세력으로 통일될 경우에 스페인과 독일 사이에 낀 프랑스는 합스부르크 가문에 의해 국가안위가 위태로워질 소지가 있었다. 1631년 이후 신교제후들을 물밑에서 돕던 프랑스는 신교세력의 전세가 계속 불리해지자, 1635년에 스페인과 합스부르크 가문에 선전포고를 하고 본격적으로 전쟁에 뛰어들었다. 지리한 전쟁은 1648년에 베스트팔렌 조약으로 막을 내렸다.
그러나 베스트팔렌 조약에도 불구하고 갈등이 지속된 스페인과 프랑스는 접경지역에서 전쟁을 이어갔다. 스페인에서는 1640년에 포르투갈의 독립투쟁이 시작되었고 카탈루냐 지방에서 반란이 발생했는데, 프랑스가 포르투갈과 카탈루냐를 지원하였다. 그러자 스페인은 1650년에 프랑스에서 발생한 2차 프롱드의 난을 지원하며 응수했다. 양국간에 전쟁은 프랑스군이 1658년 6월에 됭케르크 전투에서 승리하며 막을 내린 가운데 종전협상에 들어가게 되었다.

#### 페레네 조약
스페인과 프랑스는 종전협상을 통해 여러사항에 합의를 했으며, 마리테레즈와 루이 14세의 혼담에 대해서도 논의하였다. 스페인의 펠리페 4세도 재혼한 왕비 마리아나로부터 1657년과 1658년에 왕자를 두명씩이나 얻었기 때문에 부담감이 적은 상황이었다. 1659년에 양국은 피레네 조약을 체결하며 결혼에 최종적으로 합의하였다. 이번 결혼은 아들이 합스부르크 왕가와 결합하기를 원했던 루이 14세의 모후 안 도트리슈의 희망에서 이루어진 것이기도 했지만, 동시에 프랑스의 재상 마자랭의 정치적 판단에 의해 추진된 일이기도 했다.
두 사람의 결혼 조건 중의 하나는 마리 테레즈가 스페인의 왕위 계승권을 포기하는 대신 50만 에퀴의 막대한 지참금을 프랑스에게 지불한다는 것이었다. 그러나 오랜 전쟁으로 재정난을 겪고 있던 스페인 왕실은 도저히 지참금을 완불할 능력이 없었고, 얼마 못 가 대가 끊어져 마리 테레즈와 같은 여계나 그 후손에게 왕관이 돌아갈 가능성이 높은 상황이었다. 마자랭의 노림수는 이후 그대로 맞아떨어졌다. 스페인은 지참금을 지불하지 못했으며 결국 카를로스 2세를 끝으로 후계가 단절되었다. 이후 스페인의 왕위는 마리 테레즈를 통해 모계혈통을 이어받은 루이 14세의 손자 펠리페 5세에게 돌아갔고, 오늘날까지 스페인 부르봉 왕가가 이어지고 있다.

## 결혼 생활

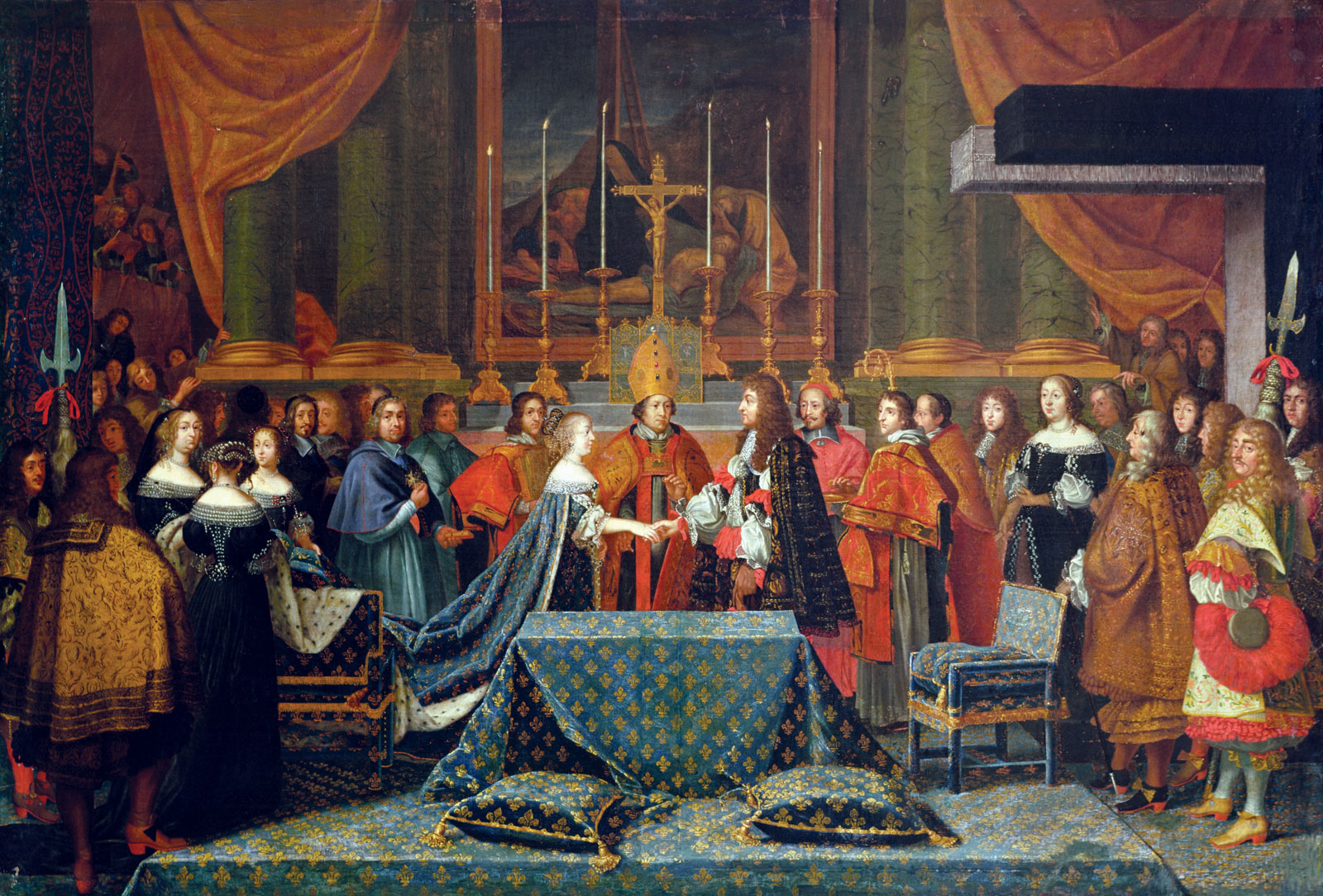
루이 14세와 마리 테레즈의 결혼식

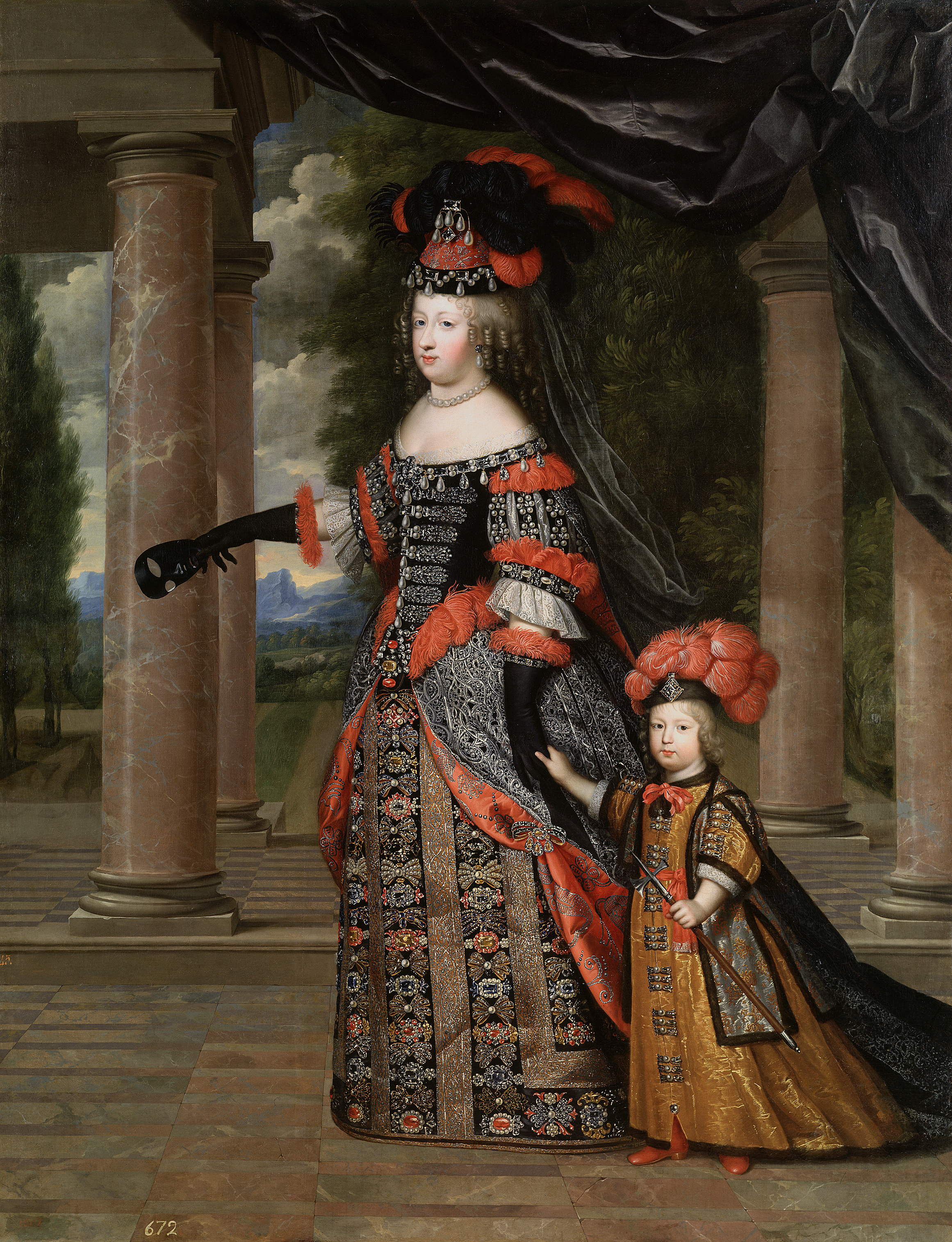
마리 테레즈와 도팽 루이

1660년 6월 9일 프랑스 루이 14세와 결혼하였다. 마리 테레즈는 같은 합스부르크 왕가 친척들처럼 광기에 빠지거나 유별나게 육체적인 장애를 겪지는 않았지만 전 유럽에서도 가장 복잡하고 다난하기로 손꼽히는 프랑스의 궁정 생활을 유지하기엔 지나칠 정도로 아이처럼 단순했다. 신앙이 독실했던 왕비는 하루의 대부분을 시어머니이자 고모이고 외숙모인 안 도트리슈와 함께 기도하며 보냈고, 정치나 문학에 대해서는 관심이 전혀 없었기에 시간이 나면 카드 놀이를 조금 하는 정도였다. 그러나 항상 판돈은 크게 걸면서 룰은 거의 몰랐기 때문에 엘뵈프 공비와 같이 곤궁한 귀족들은 왕비의 그러한 점을 이용해 벌어들인 판돈으로 생활을 꾸려나가기도 하였다. 같은 스페인 공주였던 안 도트리슈는 처음에는 동질감에 며느리를 여러모로 도와주려 애썼지만 나중에는 다른 궁정 사람들처럼 마리 테레즈를 무시하게 되었다.
루이 14세는 자신이 생각했던 왕비와는 거리가 매우 먼 마리테레즈에 대해 실망했다. 적어도 일국의 왕비라면, 어머니 안 도트리슈처럼 지성적이고 현명하며 아름다워야 했던 것이다. 궁을 활력에 넘치게 했던 모후 안 도트리시와 비교해 볼 때, 자기 부인인 마리-테레즈는 너무나 부족한 점이 많았다. 그녀는 너무 순종적이고 서투른데다가 심지어 남의 조롱감이 되곤했다.
아무튼 루이 14세는 결혼 첫 해동안은 아내에게 충실했으나 이내 바람기를 참지 못하고 마음이 떠나고 말았다. 정력적이었던 왕은 평생 수많은 정부들과 염문을 뿌린 것으로 유명한데, 막상 가장 예민하게 남편의 바람기를 파악해야 할 그의 아내는 궁정에서 가장 늦게 비로소 왕의 정부가 누구인지를 알아채곤 했다. 그러나 왕위 계승을 위해 후계자를 봐야 한다는 생각과 궁정 예법에 대한 의식이 아주 강했던 루이 14세는 1주일에 세 번 아내의 침실을 방문하곤 하였다.
매우 독실했던 데다가 왕을 숭배했던 마리 테레즈는 루이즈 드 라 발리에르, 마담 드 몽테스팡 등 남편의 정부들을 참고 견뎠지만 그의 무신앙에 대해서는 항상 분개하였고, 지나치게 세속적인 궁정을 혐오하게 되었다. 결국 마리 테레즈는 점차 궁정을 떠나 수녀원 등에서 지내는 시간이 늘어났고, 몇몇 중대한 외교 행사를 제외하고는 거의 모습을 드러내지 않았다. 그랬던 그녀에게 유일하게 위안이 되는 것은 스페인에 있을 때부터 몹시 좋아했던 마시는 초콜릿과 충실한 시녀들뿐이었다.

## 말년과 죽음

### 말년
루이 14세는 중년에 이르러 1680년 사악한 저주 사건에 휘말린 마담 드 몽테스팡을 버리고 독실한 마담 드 맹트농의 간음죄를 더 이상 짓지 말라는 조언에 따라 비로소 왕비에게 눈을 돌리고 좀 더 그녀에게 신경을 쓰기 시작하였다. 부부사이가 좋아지자 마리테레즈는 맹트농에게 고마워했다.

### 사망
마리 테레즈는 1683년 7월 30일 베르사유에서 45세로 사망하였다. 왕비의 죽음이 지나치게 이르고 갑작스러웠을 뿐 아니라 왕실 의사인 파공의 오판으로 그 시대의 기준으로도 상당히 적절하지 못한 의학적 치료를 받고 사망한 탓에 이후 한동안은 그녀가 독살당했다는 소문이 궁정 내에 퍼졌다. 그러나 현대의 관점으로 봤을 때 마리 테레즈의 사인은 암으로 여겨진다. 왕비가 사망하자 루이 14세는 "그녀가 나를 처음으로 슬프게 하는군"이라는 말을 남겼다.

### 사후
루이 14세는 마담 드 맹트농과 비밀리에 결혼하였다. 그러나 결혼은 공표되지 않아 맹트농은 정식으로 왕비가 되지는 못했다. 마리 테레즈는 3남 3녀의 자녀를 낳았지만 장남인 '그랑 도팽' 루이만을 제외하고 모두 일찍 요절하고 말았다. 장남 루이 역시 왕위를 계승하지 못한채 1711년에 사망하였고, 그가 낳은 마리테레즈의 손자 3명중에 2명 역시 이른 나이에 사망하였다. 1715년 남편 루이 14세가 사망할 당시에 마리 테레즈의 직계후손중 살아있던 자손은 손자 펠리페 5세와 증손자 루이(훗날 루이 15세) 두명 뿐이었다.
손자 펠리페 5세는 1700년에 스페인 국왕으로 즉위하였다. 스페인 왕위계승전을 통하기는 했으나 손자 펠리페 5세가 스페인 국왕으로 즉위할 수 있던 것은 할머니 마리테레즈를 통해 물려받은 모계혈통을 인정받아 즉위하게 된 것이었다.

## 에피소드
일설에 따르면 프랑스 루이 16세의 아내인 마리 앙투아네트가 한 말로 유명한 "빵이 없으면 케이크를 먹지(Let them eat cake)"는 그녀가 왕비가 되기 20년 전에 이미 장자크 루소가 자신의 저서 《고백론》에서 어느 공주가 굶주린 사람들을 보고 그런 말을 했다고 언급하고 있는데, 실제로는 마리 테레즈가 했던 말이라는 이야기가 있다. 사실 이 말 자체도 보다 악의적으로 왜곡된 것으로, 실제로 마리 테레즈가 한 말은 백성들이 빵이 없어 굶주린다는 이야기에 가슴이 아파진 나머지 "빵이 없다면 파이 껍질이라도 갖다 주라(S'il ait aucun pain, donnez-leur la croûte au loin du pâté)"였다고 한다.

## 자녀
| 사진 | 이름          | 생일             | 사망                  | 기타     |
| ---- | ------------- | ---------------- | --------------------- | -------- |
|      | 왕세자 루이   | 1661년 11월 1일  | 1711년 4월 14일(49세) | 슬하 3남 |
|      | 안 엘리자베트 | 1662년 11월 18일 | 1662년 12월 30일      | 요절     |
|      | 마리 안       | 1664년 11월 16일 | 1664년 12월 26일      | 요절     |
|      | 마리 테레즈   | 1667년 1월 2일   | 1672년 3월 1일(5세)   | 요절     |
|      | 필리프 샤를   | 1668년 8월 5일   | 1671년 7월 10일(2세)  | 요절     |
|      | 루이 프랑수아 | 1672년 6월 14일  | 1672년 11월 4일       | 요절     |